# Amylostereaceae
Amylostereaceae Boidin, Mugnier & Canales – rodzina grzybów, która zaliczana była do rzędu gołąbkowców (Russulales) jako takson monotypowy, zawierający rodzaj Amylostereum Boidin (skórniczek). Polską nazwę rodzaju podał Władysław Wojewoda w 1983 r.. W X wydaniu Dictionary of the Fungi w rodzinie gołąbkowców brak jednak takiej rodziny, a rodzaj Amylostereum zaliczony został do rodziny Echinodontiaceae.